# ساعات ناامیدی (فیلم ۱۹۹۰)
ساعات ناامیدی (به انگلیسی: Desperate Hours) یک فیلم اکشن، دلهره‌آور و نئو-نوآر آمریکایی محصول سال ۱۹۹۰ که بازسازی درام جنایی ویلیام وایلر در سال ۱۹۵۵ با همین عنوان (ساعات ناامیدی) است. هر دو فیلم بر اساس رمانی از جوزف هیز در سال ۱۹۵۴ ساخته شده‌اند که فیلمنامه این فیلم را نیز به همراه لورنس کانر و مارک روزنتال نوشته‌است. بازیگران اصلی این فیلم میکی رورک، آنتونی هاپکینز، میمی راجرز، کلی لینچ، لیندسی کروس، الیاس کوتیاس و دیوید مورس. کارگردانی این فیلم بر عهده مایکل چیمینو است که پیش از این با میکی رورک در فیلم‌های سال اژدها و دروازه بهشت همکاری کرده بود.
این فیلم در سایت جمع‌آوری نظرات راتن تومیتوز بر اساس ۱۱ نقد، ۳۶٪ امتیاز دارد.

## داستان
زندگی زنی را روایت می‌کند که به همراه پسر نوجوانش در شهری کوچک زندگی می‌کنند و سوگوار مرگ همسرش است. پس از وقوع یک تیراندازی در مدرسه محل تحصیل پسرش، او تلاش می‌کند با وجود محدودیت‌های رفت و آمدی که در شهر مقرر شده، در مدت زمان محدودی که دارد پسرش را نجات دهد.

## تولید
بخش‌هایی از فیلم در سالت لیک سیتی، اکو، یوتا، پارک ملی زایان و پارک ملی کپیتول ریف فیلمبرداری شد.